# NGC 3223
NGC 3223 est une vaste galaxie spirale située dans la constellation de la Machine pneumatique. Sa vitesse par rapport au fond diffus cosmologique est de 3 215 ± 23 km/s, ce qui correspond à une distance de Hubble de 47,4 ± 3,3 Mpc (∼155 millions d'al). NGC 3223 a été découverte par l'astronome britannique John Herschel en 1835. Cette galaxie a aussi été observée par l'astronome américain Lewis Swift le 30 décembre 1897 et elle a été inscrite à l'Index Catalogue sous la cote IC 2571.
La classe de luminosité de NGC 3223 est II et elle présente une large raie HI. Elle renferme également des régions d'hydrogène ionisé.
À ce jour, 34 mesures non basées sur le décalage vers le rouge (redshift) donnent une distance de 29,500 ± 7,816 Mpc (∼96,2 millions d'al), ce qui est à l'extérieur des valeurs de la distance de Hubble. Notons que c'est avec la valeur moyenne des mesures indépendantes, lorsqu'elles existent, que la base de données NASA/IPAC calcule le diamètre d'une galaxie et qu'en conséquence le diamètre de NGC 3223 pourrait être d'environ 76,1 kpc (∼248 000 al) si on utilisait la distance de Hubble pour le calculer.

## Morphologie
NGC 3223 a été utilisée par Gérard de Vaucouleurs comme une galaxie de type morphologique SA(r)bc dans son atlas des galaxies,.
Eskridge, Frogel et Pogge ont publié un article en 2002 décrivant la morphologie de 205 galaxies spirales ou lenticulaires rapprochées. Les observations ont été réalisées dans la bande H de l'infrarouge et dans la bande B (le bleu). Selon Eskridge et ses collègues, NGC 3223 est de type Sb dans la bande B et sa dans la bande H. Le noyau de NGC 3223 est ponctuel et brillant. Il est encastré dans un grand bulbe elliptique. Deux pâles bras spiralés symétriques fortement enroulés émergent du bulbe. Les bras présentent quelques nœeuds brillants. 

## Groupe de NGC 3223
NGC 3223 est la galaxie la plus grosse et la plus brillante d'un groupe de galaxies d'au moins 16 membres qui porte son nom. Les autres galaxies du catalogue NGC et du catalogue IC du groupe de NGC 3223 sont NGC 3224, NGC 3258, NGC 3268, NGC 3289, IC 2552, IC 2559 et IC 2560. Le groupe de NGC 3223 fait partie de l'amas de la Machine pneumatique (Abell S0636). Les galaxies du catalogue NGC et du catalogue IC de ce groupe sont les galaxies dominantes de l'amas de la Machine pneumatique.